# Carola Hornig
Carola Hornig z domu Miseler (ur. 30 kwietnia 1962) – niemiecka wioślarka. Złota medalistka olimpijska z Seulu.
Reprezentowała Niemiecką Republiką Demokratyczną. Zawody w 1988 były jej jedynymi igrzyskami olimpijskimi. Po medal sięgnęła w czwórce ze sternikiem, osadę tworzyły ponadto Martina Walther, Gerlinde Doberschütz, Birte Siech i sterniczka Sylvia Rose. W 1987 zdobyła srebrny medal mistrzostw świata w tej konkurencji, w 1985 i 1986 była druga w ósemce. 